# Dasycercus
Dasycercus Peters, 1875 è un genere di marsupiali della famiglia dei Dasiuridi che comprende due specie note col termine generico di mulgara, diffuse nei deserti e negli arbusteti di spinifex  (Triodia spp.) dell'Australia centrale. Sono carnivori strettamente imparentati con il diavolo della Tasmania e i quoll.

## Descrizione
Sono lunghi 12,5–22 cm ed hanno una coda di 7–13 cm. Il nome del genere, Dasycercus, significa «coda pelosa».

## Biologia
Sono tendenzialmente notturni, ma all'occorrenza prendono «bagni di sole» sulla soglia della tana che si sono scavati. Tendono a rimanere in luoghi posti all'ombra. Dato che non bevono mai, i loro reni producono un'urina estremamente concentrata allo scopo di preservare l'acqua di cui necessitano. Si nutrono soprattutto di insetti, ma catturano anche lucertole e serpenti neonati. Si riproducono in giugno-settembre e danno alla luce nidiate di 6-7 piccoli. Il marsupio è costituito da due pieghe di pelle laterali.

## Tassonomia
In passato, all'interno di questo genere venivano classificate altre specie, ma quasi tutte sono state successivamente poste in altri generi, lasciandovi solamente D. cristicauda. Recenti ricerche hanno dimostrato che ne esistano in realtà due specie. Esse sono molto simili tra loro e sono state distinte solo da pochi anni. Il mulgara dalla coda a spazzola (D. blythi) non ha una coda crestata e possiede due premolari superiori e sei capezzoli. Il mulgara dalla coda crestata (D. cristicauda), invece, come indica il nome, ha la coda crestata, tre premolari superiori e otto capezzoli.